# Ordfläta

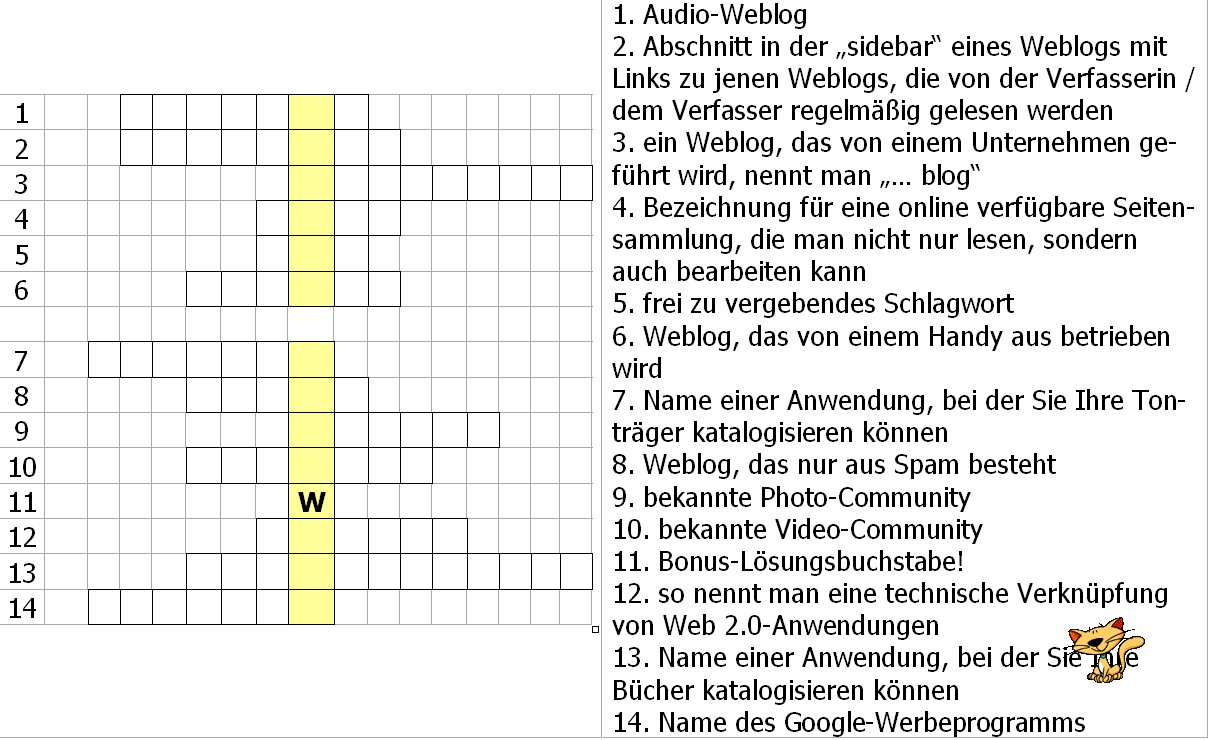
En ordfläta på tyska.

Ordfläta är en typ av korsord, där rutorna för varje bokstavssort är numrerade.
Det är en enklare form av korsord. Till skillnad från det vanliga korsordet, där alla vågräta respektive lodräta bokstavsföljder ska bilda ord, brukar ordflätan bestå av ett lodrätt ord, oftast markerat med annorlunda bakgrundsfärg, samt många vågräta ord som korsar detta. Övriga lodräta bokstavskombinationer saknar betydelse.
Ordet ordfläta kan även vara en alternativ term för allmänna korsord.